# Биодеградируемые имплантаты
Биодеградируемые имплантаты — это искусственно разработанные пластины, винты, пины, сетки, которые используются для выравнивания и фиксации при переломах, остеотомии, артродезах и полностью рассасываются в организме в течение 2-4 лет (в зависимости от области применения).

## История
В конце 1960 и начале 1970-х годов, в литературе стали появляться доклады об исследовании применения у животных биоабсорбируемых полимеров. В 1966 году Kulkarni опубликовал отчёт о биосовместимости LPLA-полимеров у животных. Полимер был имплантирован в виде порошка морским свинкам и крысам. В обоих случаях гистологический ответ и деградация полимера изучались в течение 2 месяцев. В 1971 году Kulkarni представил результаты использования LPLA пластин и винтов для стабилизации перелома нижней челюсти. В том же году, и Cutright представил свои работы по использованию LPLA шва, для исправления переломов нижней челюсти. Оба исследования показали, что материал не вызывает воспалительных реакций или реакцию на инородные тела, хотя имплантат не полностью деградировал в конце исследования.
Профессор Технологического Университета Тампере (Финляндия) Pertti Törmälä начал исследования по биодеградируемым материалам в 1977 году. В 1984 году профессор Государственного Медицинского Университета г. Хельсинки (Финляндия) Rokkanen выполнил первую операцию с использованием биодеградируемых имплантатов. Для фиксации перелома лодыжки у пациентки был использован биодеградируемый пин.
Дальнейшее развитие биодеградируемых имплантатов было направлено на достижение оптимальных характеристик скорости деградации, жесткости, прочности, пластичности. Также стали разрабатываться комплексные системы (включающие пластины, винты) для проведения операций в определённой области скелета.

## Биодеградируемые материалы
С развитием медицины материалы, из которых изготавливались имплантаты, также изменялись. Если поначалу применялись и древесина, и ткани животных, то в последние десятилетия в хирургической практике получили распространение металлические имплантаты, сначала из нержавеющей стали, а позднее из титана. Новым витком развития стало появление биодеградируемых имплантатов. Кроме того, биоразлагаемыми металлами в этой категории являются сплавы на основе магния и сплавы на основе железа, хотя недавно также был изучен цинк. В настоящее время развито использование биорезорбируемых металлов в качестве имплантатов для фиксации переломов.
В состав биодеградируемых имплантатов входят молочная кислота (L-лактид: очень прочный, долго распадается); гликолевая кислота (гликолид: очень быстро резорбируется); L,D-лактид (пластичный, образует быстро разрушаемую кристаллическую решетку); триметилен карбонат (TMC: пластичный). Эти составляющие являются естественными для организма человека. Для каждого имплантата подбирается оптимальное соотношение данных полимеров, в зависимости от тех свойств, которыми должен обладать конечный продукт (прочность, эластичность, пластичность, время деградации).
Благодаря своему составу, биодеградируемые имплантаты с течением времени распадаются путём гидролиза в альфа-гидроксильные кислоты и метаболизируются организмом.

## Виды биодеградируемых имплантатов

### Биодеградируемые пластины
Пластины бывают плоские и вогнутые, размером 20 х 100 или 20×65 мм. Толщина пластин варьируется, в зависимости от области применения: 1 мм, 1,3 мм, 1,4 мм и 1,7 мм. По всей поверхности биодеградируемой пластины производители наносят предварительные отверстия, которые облегчают дальнейшую установку винта. Пластины выпускаются не окрашенными. Есть универсальные пластины, которые могут применяться для фиксации в разных частях скелета, и специальные пластины, которые разрабатывались для применения в определенных частях скелета, например, для лечения перелома лодыжки или для применения черепно-челюстно-лицевой хирургии. Все они легко принимают анатомическую форму после нагрева на водяной бане. Фиксация пластин на кости осуществляется с помощью биодеградируемых винтов. Так же, как и другие биодеградируемые имплантаты, пластины постепенно рассасываются, при этом нагрузка распределяется на кость, что снижает риск развития атрофии кости от бездействия.

### Биодеградируемые винты
Биодеградируемые винты бывают разных видов и служат для крепления биодеградируемых пластин, для реконструкции мениска, для фиксации трансплантатов при реконструкции ПКС. В зависимости от назначения, состав биодеградируемых винтов может меняться, при этом составляющие остаются одинаковыми, меняется только их соотношение.
Интерферентные винты для реконструкции передней крестообразной связки (ПКС) выпускаются окрашенными, и бывают разных размеров: от 6×20 мм до 10×30 мм. Пигмент, который используется для окрашивания, применяется уже более двух десятилетий в шовных материалах. Биодеградируемые интерферентные винты служат для фиксации трансплантата подколенного сухожилия, и трансплантатов кость-сухожилие-кость.
Менисковые винты также выпускаются окрашенными, длиной 10 или 12 мм. Винты канюлированные. У них отсутствует головка, что позволяет полностью вставить винт внутрь мениска. Менисковые биодеградируемые винты используются для фиксации продольного поражения мениска по типу «ручки-лейки», расположенного в зоне васкуляризации мениска.
Винты для крепления пластин бывают разнообразных размеров, в зависимости от того, для применения в какой области скелета они предназначены: диаметр может варьироваться от 1,5 до 4,5 мм; длина от 4 до 90 мм.

### Биодеградируемые пины
Биодеградируемые пины выпускаются окрашенными в зелёный цвет (краситель, применяемый для окрашивания Green №6, уже на протяжении нескольких десятилетий используется в шовных материалах), размеры могут быть различными (диаметр 1,5 — 3,2 мм, длина 20-70 мм). Пины служат для фиксации и поддержания точного выравнивания костных переломов, артродезов, остеотомии, при наличии соответствующей иммобилизации. Биоразлагаемые пины в течение 18-36 недель теряют большую часть своей прочности, постепенно распределяя нагрузку на кость. Полная резорбция происходит в течение двух-четырёх лет.

### Биодеградируемые сетки
Основное отличие биодеградируемых сеток от пластин — толщина. У сеток она составляет 0,6 мм или 0,7 мм (толщина пластин начинается с 1,4 мм). Сетки выпускаются в двух основных размерах: 45×45 мм и 90×90 мм. При необходимости, сетки можно вырезать ножницами, для получения имплантата нужного размера и формы. Также как и в пластине, в биодеградируемой сетке имеются предварительные отверстия, для облегчения установки винта. Сетки применяются для реконструкции вертлужной впадины и при заборе донорского материала из гребня подвздошной кости.

### Биодеградируемые мембраны
Мембраны представляют собой биодеградируемые пластинки стандартного размера 30×40 мм. В комплекте с ними всегда идут несколько шаблонов, по которым можно вырезать мембрану нужной формы и размера. Структура мембран трёхслойная и обратимая, то есть поставить её можно любой стороной. Они не имеют предварительных отверстий. Мембраны состоят из L-молочной, D-молочной, гликолевой кислоты и триметилен карбоната. Они обеспечивают барьер в течение 8-12 недель, а затем рассасываются. Разработаны специально для стоматологических применений. Они служат для обеспечения барьера в процедурах направленной костной регенерации и направленной регенерации тканей.

### Заменитель костного трансплантата
Заменитель костного трансплантата создан из рассасывающегося биологически активного стекла, которое при контакте с естественными биологическими жидкостями (кровь, костный мозг, либо стерильный физиологический раствор и вода), образует слой из геля диоксида кремния и фосфата кальция, создающий основу для формирования новой костной ткани. Заменитель костного трансплантата постепенно рассасывается и замещается костной тканью, процесс заживления может занимать до 6 месяцев. Его можно использовать в случаях ортопедических травм, операций на позвоночнике и черепно-челюстно-лицевой зоне для заполнения костных пустот и зазоров, которым не свойственна прочность костной структуры, при этом заменитель не предназначен выдерживать несущие нагрузки без традиционной жёсткой фиксации. Использование искусственного заменителя костного трансплантата является выгодной альтернативой сбора аутотрансплантанта кости и использования аллотрансплантата кости в различных хирургических процедурах. Его синтетическое происхождение исключает риск передачи инфекций.

## Сфера применения
Основные направления в медицине, где применяются биодеградируемые имплантаты:
- Челюстно-лицевая хирургия (ЧЛХ)
- Детская травматология
- Травматология
- Спортивная медицина
- Стоматология

Часто производители предлагают уже готовые решения для каждого направления, например: фиксирующие системы для лодыжки, системы фиксации для челюстно-лицевой хирургии.